# إريك ماير
إريك ماير (بالألمانية: Erich Meyer) (و. 1900 – 1968 م) هو سياسي، من ألمانيا، ولد في شتتين، كان عضوًا في الحزب الديمقراطي الاجتماعي الألمانيشارك في الانتخابات الرئاسية الألمانية الغربية 1949، توفي عن عمر يناهز 68 عاماً.

## مناصب
تولى منصب عضو البرلمان الألماني.

## جوائز
حصل على جوائز منها:
- وسام استحقاق جمهورية ألمانيا الاتحادية.